# Инаугурация Дональда Трампа (2017)
Инаугурация Дональда Трампа в качестве 45-го Президента США состоялась 20 января 2017 года. Одновременно к присяге был приведён Майкл Пенс как 48-й вице-президент США. Дональд Трамп — первый в истории США предприниматель и миллиардер, ставший Президентом США. На церемонии присутствовали семья Трампа, политическое руководство страны, а также недавние политические соперники — уходящий президент США Барак Обама и побеждённый кандидат от Демократической партии Хиллари Клинтон со своим мужем Биллом. Также на церемонии присутствовали 39-й президент США Джимми Картер и 43-й президент США Джордж Буш — младший.
По информации Associated Press, инаугурация Дональда Трампа стала самой дорогой в истории США — на её проведение было потрачено порядка 90 млн долларов.

## Концерт
19 января в мемориале Линкольну прошел праздничный инаугурационный концерт, на котором с речью выступил сам Трамп.

## Хронология в день инаугурации

### Путь на церемонию инаугурации
Перед церемонией вступления в должность Трамп и Пенс посетили богослужение в епископальном храме Святого Иоанна, находящемся напротив Белого дома. Это является традицией, которая возникла несколько десятилетий назад.
Затем Трамп и Пенс вместе со своими семьями посетили сам Белый дом, где для них было устроено чаепитие, а затем в сопровождении Барака Обамы Дональд Трамп поехал в Капитолий на свою инаугурацию.

### Присяга и инаугурационная речь
Трамп присягнул на Библии, на которой до него присягу приносили Авраам Линкольн и Барак Обама, а также на семейной Библии.
После поздравления председателя Верховного суда США Джона Робертса со вступлением в должность, Трамп повернулся к своей семье и обнял родных. Прежде чем произнести свою инаугурационную речь, Трамп произнёс слова благодарности Бараку Обаме за процесс по передаче власти.

В своей инаугурационной речи он пообещал на долгие годы вперёд определить курс развития США и мира, а также заявил, что передаёт власть от находящегося в Вашингтоне руководства страны народу. Рассуждая о будущем США во время речи, сказав «И вернём это вам, народу» (англ. And giving it back to you, the people) Трамп, по мнению пользователей социальных сетей, фактически процитировал Бэйна из фильма «Тёмный рыцарь: Возрождение легенды», а именно «И мы вернём их вам, народу» (англ. And we give it back to you, the people.).

### Праздничный парад
После выступления с торжественной речью Трамп возглавил в центре Вашингтона парад, состоявшийся в честь его вступления в должность президента США. В общей сложности в мероприятии приняло участие 8 тысяч человек из более чем 40 организаций, включая конные группы, оркестры, ветеранов и пожарных.

### Торжественный бал
Вечером 20 января на торжественном балу в честь инаугурации по традиции президент США Дональд Трамп и его супруга Меланья исполнили танец нового главы государства. Трамп высказал слова благодарности всем своим сторонникам за их поддержку, особо отметив свою признательность супруге Меланье. После речи Трампа в зале прозвучала песня знаменитого американского актера и певца Фрэнка Синатры «My Way», под которую чета Трамп в роли хозяев Белого дома открыла свой первый бал.

## Приглашенные гости

### Экс-президенты США
В церемонии участвовали президенты Джимми Картер, Билл Клинтон, Джордж Буш, Барак Обама с супругами, а также Хиллари Клинтон, главный оппонент Трампа на президентских выборах. Джордж Буш-старший и Барбара Буш не присутствовали на инаугурации по состоянию здоровья.

### Духовенство
28 декабря 2016 года было объявлено, что шесть представителей духовенства согласны дать благословение на инаугурации, в их числе:
- Франклин Грэм[англ.] — евангелист, президент Евангельской ассоциации Билли Грэма[англ.] «Сумка Самаритянина», сын Билли Грэма
- Тимоти Долан — кардинал, архиепископ Нью-Йорка
- Самуэль Родригес[англ.] — основатель и руководитель крупнейшей в мире организации испаноязычных евангельских христиан/пятидесятников «Национальная конференция руководства испаноязычных христиан»
- Пола Уайт — телеевангелист, старший пастор пятидесятнического «Христианского центра новой надежды»
- Марвин Хиер[англ.] — раввин, основатель и руководитель Центра Симона Визенталя
- Уэйн Т. Джексон — епископ, пастор евангелической церкви «Great Faith Ministries»

### Исполнители
Джеки Иванко (исполнила гимн США), Хор Мормонской Скинии, The Rockettes, 3 Doors Down, Сэм Мур, Тоби Кит, Ли Гринвуд, The Piano Guys, DJ Ravidrums, Big & Rich, The Talladega College Tornado Marching Band.

## Акции протеста
В день инаугурации Трампа во многих городах США были проведены многотысячные акции протеста под названием Марш женщин. По разным оценкам, общее число протестующих достигло нескольких миллионов людей.